# Sie liebten sich einen Sommer
Sie liebten sich einen Sommer ist ein 1971 in Rom und München entstandenes, deutsch-italienisches Filmmelodram von Harald Reinl. Das junge Liebespaar spielten Amadeus August und Gundy Grand.

## Handlung
München, zu Beginn der 1970er Jahre. Die Krankenschwester Claudia ist eine lebenslustige junge Frau, die sich eines Tages in den ebenfalls noch recht jungen Maler Stefan verliebt. Dieser versucht sich mit allerlei Kleinaufträgen wie Einzel- und Familienporträts über Wasser zu halten, kommt aber nicht so recht auf einen grünen Zweig. Dennoch wird aus den beiden ein Paar, und sie verleben eine unbeschwerte Zeit miteinander. Claudia und Stefan beschließen zu heiraten, nachdem Claudia als Morgengabe und Beweis ihrer Liebe ihm zu einem Stipendium für einen Rom-Aufenthalt zwecks Malstudien verholfen hat. Stefan ist überglücklich und möchte gemeinsam mit Claudia eine unbeschwerte Zeit in der „ewigen Stadt“ verbringen.
Doch seine junge Angetraute hat ihm nicht die ganze Wahrheit gesagt, denn auf ihr ruht ein tiefdunkler Schatten, von dem Stefan nicht wissen soll. Durch einen Arbeitsunfall in „ihrer“ Klinik hat Claudia vor einiger Zeit eine Überdosis an Kobaltstrahlen abbekommen, die ihren Körper verseucht haben. Nun ist sie sterbenskrank, und Stefan merkt erst spät, dass sie nicht mehr lange zu leben hat. Er will ihr die verbleibende Zeit so schön wie möglich bereiten, und auch Claudia genießt, zuletzt im Rollstuhl sitzend, die Anwesenheit ihres Mannes und schaut ihm wehmütig bei seiner Kunst, der Malerei im Freien, zu. Doch schließlich geht es mit ihr zu Ende…

## Produktionsnotizen
Sie liebten sich einen Sommer, ein weitgehend unbekanntes wie kommerziell erfolgloses Nebenwerk Reinls, entstand zwischen dem 5. Oktober und dem 13. November 1971 im Filmstudio in München sowie in Rom (Außendrehs). Die Uraufführung erfolgte am 18. Februar 1972 in Wiesbaden (Atelier Kino).
Leo Metzenbauer entwarf die Filmbauten, Lilo Nöbauer die Kostüme. Heinz Pollak hatte die Produktionsleitung.
Gerhard Krüger beendete mit diesem Streifen seine Karriere als Kameramann beim Kinofilm.
Dieser Film versuchte von dem enormen Kassenerfolg des 1970 erschienenen Hollywood-Melodrams Love Story, das in überaus gefühliger Weise ein ähnlich angelegtes Thema – ein junger Student verliebt sich in eine todkranke, etwas ältere Kommilitonin – aufgegriffen hatte, zu profitieren.

## Kritiken
Die Kritiken verrissen diesen Schnellschuss Reinls einhellig. Sie liebten sich einen Sommer war überdies neben dem im selben Jahr gedrehten Kommissar X jagt die roten Tiger sein einziger spektakulärer Kassenflop dieses Jahrzehnts.

„Eine verlogene, dilettantisch inszenierte Schnulze.“

„Nach weiteren zwölf Jahren wollte man die ‚Loreroman‘-Leserinnen mit SIE LIEBTEN SICH EINEN SOMMER noch einmal ins Kino locken, doch die hingeschluderte tragische Liebesgeschichte zwischen einem jungen Maler und einer durch Kobaltstrahlen verseuchten Klinikassistentin brachte den totalen Mißerfolg.“

Cinema.online schrieb: „Harald Reinl (‚Winnetou‘) ritt mit dieser rührseligen Schnulze auf der ‚Love-Story‘-Welle – und ging unter.“